# Porthochelys laticeps
Porthochelys laticeps — викопний вид схованошийних черепах вимерлої родини Toxochelyidae. Вид існував у крейдовому періоді (прибл. 101 млн років тому) у Північній Америці. Скам'янілі рештки виду знайдені у долині річки Салін в окрузі Трего у штаті Канзас.